# Dotyk (časopis)
Dotyk je český týdeník, který je vydáván pouze prostřednictvím tabletů. Začal vycházet v květnu 2013 jako první titul vydavatelství Tablet Media. Časopis vychází zdarma každý pátek. Pro stažení jsou k dispozici aplikace pro iPady a iPhony v App Store, aplikace v Google Play pro tablety a chytré telefony s operačním systémem Android či aplikace pro Kindle Fire v Amazon Apps.

## Struktura
Strukturou se podobá tištěným časopisům, pro prezentaci obsahu (analýzy, komentáře, graficky zpracovaná data, rozhovory, portréty, tipy a doporučení, testy, hry pro děti) však využívá tabletové platformy, články jsou doplněny interaktivními grafy, videem či audioukázkou. 
- Enter - Dataroom – datová žurnalistika, fotoreportáž, kalendář s upozorněním na zajímavé události následujícího týdne. Anotace zajímavých domácích i zahraničních článků s odkazem na původní text.
- Fokus - nachází se zde delší publicistické útvary: Hlavní témata vydání s bohatou a interaktivní infografikou. Rozhovory. Analýzy.
- Hydepark tvoří názorovou část magazínu. Mezi přispěvatele patří renomovaní vědci, ekonomové, představitelé kulturní obce i studenti, kteří zde mají své blogy. Důraz je kladen na různé úhly pohledu na kontroverzní témata.
- Inspirace je odlehčeným závěrem každého vydání, témata: např. cestování, kultura, technologie, doporučení osobností, interaktivní testy, stránka pro děti, fejeton.

## Redakce
Šéfredaktorkou byla do roku 2016 Eva Hanáková, jež dříve vedla rubriku Podniky a trhy v Hospodářských novinách a byla šéfredaktorkou týdeníku Ekonom.
Redakci tvoří novináři převážně z tištěných médií. Mezi externisty vydavatelství Tablet Media jsou odborníci – vědci, lékaři, ekonomové, spisovatelé. Vydavatelství v ČR spolupracuje s prestižními americkými periodiky: Newsweek, The Washington Post, Foreign Policy a Slate.
V roce 2014 získalo vydavatelství za tabletový týdeník Dotyk cenu Světové asociace novin a vydavatelů zpráv (WAN-IFRA) v kategorii tabletových publikací Uspělo tak v konkurenci britských The Times, španělského deníku El Mundo, nizozemského deníku NRC, norského deníku Verdens Gang, italského deníku La Stampa i tabletové podoby polské Gazety Wyborczi a dalších projektů zavedených evropských vydavatelů. V roce 2014 získalo vydavatelství Tablet Media pro stejný titul ocenění v soutěži Unie vydavatelů Časopis roku 2013, a to v kategorii digitální počin roku.